# Vatu Vanuatu
Vatu (ký hiệu: VT; mã ISO: VUV) là đơn vị tiền tệ của Vanuatu.

## Tỉ giá
Vatu được đưa vào sử dụng vào năm 1981, một năm sau khi đất nước này độc lập, để thay thế đồng franc của Tân Hebrides. Vatu đã được ban hành dưới dạng một đơn vị tiền duy nhất không có đơn vị nhỏ hơn, theo đó 1 vatu là mệnh giá nhỏ nhất có thể, giống như đồng Yên Nhật (sau năm 1953) và đồng rúp của Tajikistani.
Mã ISO 4217 chính thức cho đồng vatu là VUV. Biểu tượng được công nhận trên toàn quốc của đồng vatu là Vt và thường được sử dụng dưới dạng văn bản. Sự xuất hiện của vatu cũng kết thúc sự lưu hành chính thức của đô la Úc tại Vanuatu.

## Tiền xu
Vanuatu đầu tiên của thời đại thuộc địa tiền xu là một đồng xu 50 vatu được giới thiệu vào năm 1981 và kỷ niệm độc lập. Nó đã được đánh vào cupro-niken như các vấn đề trước đó và đã được phát hành vào lưu thông, mặc dù ban đầu nó được phát hành nhắm mục tiêu nhiều hơn đối với người thu gom. Ngay sau đó, vào năm 1983, 1, 2, 5, đồng xu vatu đã được phát hành bằng đồng nhôm và 10, 20, và 50-vatu tiền xu đã được giới thiệu trong cupro-niken, thay thế cho tiền xu của New Hebrides Franc như là tiền tệ lưu thông mới. Điều này cũng thay thế đồng tiền Úc đang lưu hành tại các hòn đảo có kiểm soát của Anh. Tất cả các đồng tiền Vanuatu mô tả cánh tay Vanuatu, bao gồm một chiến binh bản địa ở phía trước của một con lợn lượn lằn, một mặt hàng truyền thống có giá trị. Sự ngược lại mô tả các mặt hàng truyền thống có giá trị khác. Prices in Vanuatu stores are now rounded to the nearest 5 vatu.